# 正中村
正中村（まさなかむら）は福島県河沼郡にあった村。現在の西会津町野沢の西半にあたる。

## 地理
- 山：二王杉山、高陽山、木地夜鷹山、夜鷹山、大倉山、宮ヶ岳、赤羽根山、台倉山、日向倉山
- 河川：安座川、中野川

## 歴史
- 1889年（明治22年）4月1日 - 町村制の施行により正中村が単独で自治体を形成。
- 1921年（大正10年）6月1日 - 野沢町に編入、同日正中村廃止[1]。

## 交通

### 道路
現在は旧村域を磐越自動車道が通過するが、当時は未開通。